# タンガニーカ湖
タンガニーカ湖（タンガニーカこ、スワヒリ語:Tanganyika、ルンディ語:Tanganyika）は、アフリカ大陸東部のアフリカ大陸の大地溝帯の直上に点在する構造湖の1つである。湖の東岸はタンザニア、湖の西岸はコンゴ民主共和国に面しており、南端部はザンビア、北東端はブルンジに面する。

## 地誌
タンガニーカ湖は東西方向に約50 km、南北方向に約670 kmと細長い形状で、これは南緯3°25' - 8°45'、東経29°10' - 31°10'の範囲に亘る。湖面の海抜は773 mで、湖岸線の長さは約1900 kmに達する。面積は32,900 km2で、これはアフリカ大陸でヴィクトリア湖に次いで2位、世界で6位の大きさである。深さは平均水深570 m、最大水深1470 mと、こちらはアフリカ大陸で1位、世界ではバイカル湖に次いで2位である。なお、その貯水量は約18900 km3に達する。なお、貯水量もバイカル湖に次いで2位である。
集水域は約231,000 km2で、主要な流入河川は、キブ湖から出てタンガニーカ湖北岸へと流入するルジジ川と、タンガニーカ湖の東岸へと流入するタンザニアで2番目に長い河川のマラガラシ川と、湖畔近くにアフリカ第2の高さの滝であるカランボ滝を擁しザンビアから湖の南端へと流れ込むカランボ川である。さらに、他にも無数の小河川が湖に注ぎ込んでいる。なお、これらの流入河川の中で、最多の河川水を流入させている河川はマラガラシ川である。ただ、年間流入水の湖水に対する割合は、1500分の1に過ぎない。一方で、湖からの流出河川は、西岸のルクガ川のみであるため、湖水の滞留時間が非常に長く、湖水の平均滞留時間は5500年にも及ぶと推定される。なお、ルクガ川は下流でコンゴ川に合流し、大西洋へと注いでいる。そのためタンガニーカ湖は、コンゴ川水系に属する。このルクガ川への流出口は1837年に大規模な地滑りによって塞がれてしまい、1878年までタンガニーカ湖からの流出河川は存在しなかった。これによって湖水位が10 m上昇したものの、1878年に発生した増水によってルクガ川の流出口が復活し、深い流出口が刻まれた結果、元に戻った。
なお、バイカル湖に次いで、地球上に現存する2番目に古い古代湖が、タンガニーカ湖だと言われる。その間には、やはりタンガニーカ湖の水位が、100 m以上変化していた時期も有ったと考えられている。これだけ長期間、土砂の堆積などで埋まらない理由は、グレート・リフト・バレーが左右に広がりつつ形成された構造湖だからである。また、同様の理由で、タンガニーカ湖の湖岸には沖積平野の発達が見られず、湖岸平野がほとんど発達していない。
タンガニーカ湖の湖底は全域において非常に深いが、特に北部の中央部と南部の中央部に非常に深い湖盆が存在する。北部湖盆は湖面より1250 m以上深く、南部湖盆はさらに深くて1400 m以上に達する。湖の中央部は250 mよりは深いものの、南北湖盆と比べると浅い。
このように水深が非常に深い上に、低緯度地方の熱帯気候の地域に位置するため湖周辺での気温の季節変化が非常に少ないなどの理由で、湖水の上下方向の循環が極めて悪く、深層の水は流動せず「化石水」と呼ばれる貧酸素水塊が形成されている。循環が悪いために、湖水は水温によって層を成しており、特に深層部において、この層の崩壊は基本的に起こらない。しかし、5月から9月に訪れる乾季には強い南風が吹くため、その力によって湖の南端で中層の水が湧昇する。また、それ以外の季節でも湖の南北両端においては、中層からの水の上昇が見られる。この水は栄養分を多量に含んでおり、貧栄養湖であるタンガニーカ湖において、貴重な養分の主な供給源である。

## アフリカ大湖沼の関係
グレート・リフト・バレーの直上に存在する湖は数多く、例えば、ヴィクトリア湖やマラウイ湖などと併せて、タンガニーカ湖もアフリカ大湖沼の一角を成す。グレート・リフト・バレーを細分すると、西リフト・バレー内にタンガニーカ湖は形成された。この西リフト・バレーには、北から順にアルバート湖、エドワード湖、キブ湖、タンガニーカ湖の4つの大湖沼が並んで存在している。ただし、このうちアルバート湖とエドワード湖はナイル川水系に属しており、タンガニーカ湖とは分水界が別である。キブ湖のみが南端から発するルジジ川を通じて、タンガニーカ湖と水系が続いている。
なお、遠い将来に、アフリカ大陸が分裂し、これらの湖は、海に変わると考えられている。

## 生態系

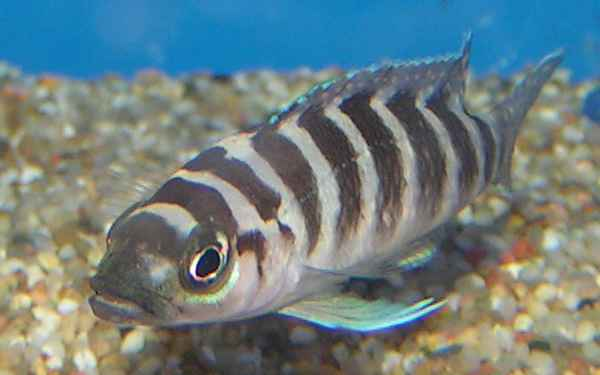
ネオランプロローグス・シリンドリカス

タンガニーカ湖は地球上でも固有種の多い湖として有名で、ここに生息する魚の約8割、貝類の約9割が固有種である。タンガニーカ湖に生息する400以上の動物種のうち、固有種は実に約300種に上る。これは、湖の形成年代が古く、かつ、他の水系からは切り離されて非常に長期間存続した事を物語っている。しかし、ヒトの影響によって、そうして形成されてきた生態系は撹乱されつつある。
南端のザンビアに属する部分と沿岸の河畔林、森林、低木林、草原などがあるンスンブ国立公園は2007年にラムサール条約登録地となった。また、北端のブルンジのルジジ国立公園もラムサール条約登録地である。南部の水域と沿岸にはアフリカゾウ属、ライオン、リカオンなどの哺乳類とLycodonomorphus bicolor、ミズコブラなどの固有種の水生ヘビ、北部一帯にはナイルワニ、カバ、シタツンガなどが生息している。

### 魚類
タンガニーカ湖には、多くの淡水魚やデンキナマズ、ハイギョなどが生息する。湖で最も個体数の多い魚はニシン科の2種（Limnothrissa miodonとStolothrissa tanganicae）と、アカメ科アカメ属の4種の合計6種の遊泳魚で、魚類の現存量の大部分を占ている。しかし種として見れば、これらはごく一部であり、湖からは少なくともシクリッドが300種（Neolamprologus brichardiやAltolamprologus compressicepsなど）と、それ以外の魚が150種ほど知られており、その大部分は底生魚である。
湖の魚は、周辺地域に住むの人々の主要なタンパク質源として、漁獲されている。湖の周囲では約800箇所で漁業が営まれ、漁業に直接かかわっている者が約4万5000人、間接的に依存している者は約100万人と言われる。タンガニーカ湖産の魚は、東アフリカ全域にも輸出されている。商業漁業は1950年代半ばに始まり、1995年の総漁獲量はおよそ18万トンであった。1999年には推定で16万5000トンから20万トンの漁獲高があり、周辺諸国の動物性タンパク質の25％から40％を供給していたと推定された。商業漁業は漁獲対象である遊泳魚種に対して、重大な影響を及ぼしているとも言われる。水産会社の中には、タンガニーカ湖における漁業が最も盛んであった1980年代に急成長したものの、その後、倒産した企業も見られる。ただ、漁獲量の減少の起きていなかった過去と比べても、さほど漁業圧力には変化が無いため、乱獲よりも、湖水の状況の変化の方が漁獲高に影響を与えているとされる。
タンガニーカ湖で主に漁獲対象とされる魚は何種かあり、アカメ科のムゲブカと言う魚と、ニシン科の「ダガー」などが挙げられる。参考までに、ここで言う「ダガー」とは1つの魚ではない。タンガニーカ湖産のダガーは、やや大きく味が良いとされ、ヴィクトリア湖産のダガーと比べて評価が高く、高値で取引される。
なお、タンガニーカ湖に棲息する約300種のシクリッドの9割以上が固有種である。中には、湖で見られる貝殻を、住処や産卵シェルターとして利用する種も見られる。これらのシクリッドはタンガニーカ湖産シクリッドとして、マラウイ湖のシクリッドと合わせてアフリカン・シクリッドという名で観賞用の熱帯魚として養殖され、欧米や日本に輸出されてもいる。

### 無脊椎動物
タンガニーカ湖における固有種の増加は、無脊椎動物にも起こっている。貝類、特にカワニナ類には、一見すると海棲の貝のように見える種類も多く、他の淡水域には見られない際立った進化を見せている。また、ヒル類、カイアシ類（橈脚類）、カニ類などでも顕著である。
タンガニーカ湖は、水質がやや強い塩基性であるため、貝類の死殻の多くは溶解せずに長期間堆積しており、無数に見られるタニシ科のNeothauma tanganyicenseの貝殻は、カニの隠れ家などとして利用される。

## 交通

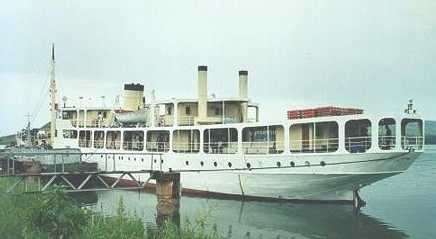
1913年に建造されたリエンバ号。建造後101年経った2014年現在も、旅客船として運行中である。

タンガニーカ湖は4カ国にまたがり、道路網の発達していない地域において、湖上の水運は重要な交通路であり、国際水域として利用されている。
この湖が初めて外部と交通機関で結ばれたのは、1914年にタンガニーカ鉄道がキゴマまで延び、ダルエスサラームと鉄道路線が接続された時である。次いで1915年には、アルベールビル（現カレミ）まで鉄道が延び、南アフリカ共和国のケープタウンと結ばれた。さらに1928年には、ベンゲラ鉄道の全通によりポルトガル領のベンゲラと結ばれた。

### 物流
湖の南端にあるザンビアのムプルング、北端のブルンジのブジュンブラ、西岸中央部のコンゴ民主共和国のカレミ、東岸中央部のタンザニアのキゴマと、これら4都市を起点として、沿岸の各町村を結ぶフェリーが運航されている。ブルンジとザンビアは国境を接していないものの、ムプルングとブジュンブラを直接結ぶ貨物船が就航しており、コンゴやタンザニアを経由せずに行き来できる。
特にタンガニーカ湖水運が重要な地位を占めているのは、完全内陸国のブルンジである。ブルンジの貿易は、周辺諸国との道路網が未発達であり、多くがタンガニーカ湖の湖上輸送に依存している。タンザニアのキゴマ港からの輸送も大きいが、特にザンビアのムプルング港からの水運は南部アフリカ諸国とブルンジとを結ぶ重要交易路であり、取り扱いが急増している。とは言え、ムプルング港の2011年の貨物取扱量は132000トンに過ぎず、ブジュンブラ港の2012年の貨物取扱量が122800トンに過ぎなかった。この点から見ても、湖上輸送量が多いとは言えない。しかし、周辺諸国からの道路輸送が改善された場合は、湖上輸送の終着地であるブジュンブラ港は今以上に輸送拠点として大きな意味を持つ可能性がある。しかし、ブジュンブラ港の施設の老朽化が進み、また取扱量に対して港湾設備が未整備であるため、日本の国際協力機構（JICA）は、2014年5月23日にブジュンブラ港港湾開発計画への無償資金援助を行った。

### 旅客輸送
タンザニアの中央線の終着駅である東岸中央部のタンザニアのキゴマと、コンゴ側の鉄道の終着駅であり、鉄道を通じてカタンガやベンゲラ鉄道とつながる西岸中央部のコンゴ民主共和国のカレミの間にはフェリーが就航しており、大陸横断ルートを構成している。キゴマ港の利用者は2002年のデータで、4万人程度に達する。
また、タンガニーカ湖畔では道路が整備されておらず、船でしか行き来できない地域も存在する。例えば、チンパンジーの生息地として名高いマハレ山塊国立公園には道路が通じておらず、湖から定期船またはチャーター船での往来を余儀なくされる。

### 船舶について
タンガニーカ湖上で運行されているフェリーや貨物船は、他のアフリカの湖沼や河川での事例と同じく、過積載での危険な運用が常態化している。また、船舶の老朽化も進んでいる。例えば、1913年に建造されたグラーフ・フォン・ゲッツェンは、1回沈没したものの、1924年に引き上げられて貨客船リエンバ号として復活し、タンザニアとザンビアなどの諸国を結ぶ国際船として、長年に亘り、タンガニーカ湖上で運行されてきた。2014年には建造101年を迎え、世界的に見ても特に古い船の1つに数えられる程だが、その運行は継続中であり、旅客や農産物などの貨物を運び続けている。
このような状況のために、たびたび大きな事故も発生してきた。例えば、2014年12月11日にはタンガニーカ湖中部のコンゴのカレミとモバの間の湖上で、客船が転覆して129人の乗客が死亡した。

## 現住するヒトによる影響

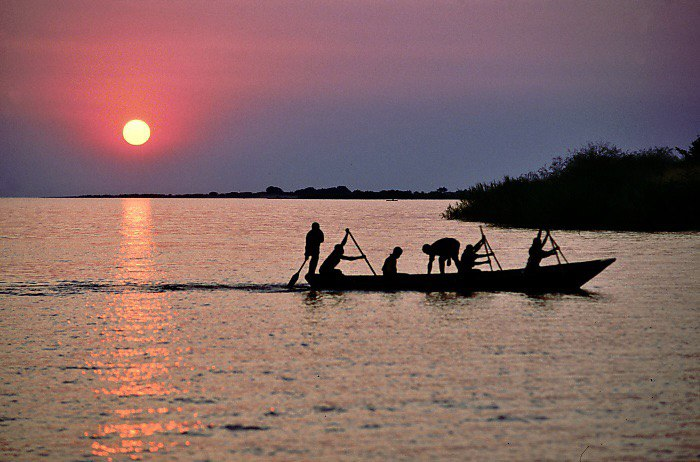
湖上に船を出す漁師の姿。

タンガニーカ湖の沿岸最大の都市は、湖北端に位置するブルンジのブジュンブラである。ブジュンブラの西にはコンゴ民主共和国領のウビラが存在する。また、東岸のタンザニアには、鉄道路線の中央線の発着駅も置かれたキゴマが有る。タンガニーカ湖東岸の伝統的な交易中心地は、キゴマの南西7 kmに位置するウジジだった。しかし、鉄道の開通によって、その地位をキゴマに譲り渡した。タンガニーカ湖周辺は都市の発達があまりなく、湖水の汚濁はさほど重大な問題ではなかった。タンガニーカ湖の西岸からルクガ川が流出する付近に形成されたコンゴのカレミ、湖の南端にザンビアのムプルングなどの町も有るものの、概して都市の発達はあまりない。しかし、ブジュンブラやキゴマからの汚水流入などは、次第に問題になってきた。
また特に、ブジュンブラは急激な人口増加が続いてきた。都市部以外でも稠密な人口が重大な影響を与えており、タンガニーカ湖の周辺は、耕作地が続き、そのせいで激しい土壌浸食が発生してきた、ブルンジやコンゴ民主共和国からの土砂の流入は、大きな問題である。特に、タンガニーカ湖北端のブルンジは人口密度も高く、非常に広く耕作されている。湖岸地域にはあまり特産物も存在しないが、ブルンジのコーヒーのみは顕著な例外であり、これに紅茶の茶葉を加えると、ブルンジの総輸出量の大半を占める。ブルンジには平地があまり存在せず、全体が緩やかな丘陵だが、この丘陵の頂上付近までブルンジでは耕作され尽くしており、これが土壌流出の主原因の1つとなっている。
近年、タンガニーカ湖においては地球温暖化の影響によって1970年代以降周辺の気温が上昇し、それに伴って湖水の温度も上昇している。表水層では1913年以降一貫して水温が上昇を続けており、深水層においても水温上昇が見られる。2010年の湖面温度は26 ℃であるが、これは西暦500年頃以来、1500年ぶりの高水温である。また、乾季に湖面に吹いてきた強い南風の強度も、1970年代から1980年代以降弱まった。この水温上昇と風速低下によって、タンガニーカ湖の深部からの水の湧昇が弱まり、太陽光の届く表層水の養分が少なくなったせいで、植物プランクトンが減少し、これを主食とする魚類も減少した。このため漁獲高も減少し、一部魚種においては3割から5割の漁獲減少が発生した。
これらの問題について討議し、その解決を目指すため「タンガニーカ湖の生物多様性保護のための汚染制御などの手段」プロジェクトが発足し、2003年には周辺諸国によって「タンガニーカ湖の持続的管理に関する条約」が締結された。2008年には沿岸4か国によってタンガニーカ湖保護局（LTA）が設立された。なお、このLTAがタンガニーカ湖全体の環境問題を討議するために設立された、初の政府間組織である。

## 災害
タンガニーカ湖はグレート・リフト・バレーの直上に存在するため、周辺では地震も多く起きる。2005年12月5日には、タンガニーカ湖中部のカレミ沖合でM6.8の地震が発生し、死傷者が出た。

## 歴史

### 古代
タンガニーカ湖の沿岸地域には古来より、ピグミーが居住していた。しかし、この地域へは紀元前300年頃にバントゥー系民族の大移動の波が到達し、ピグミーに代わり、バントゥー系民族が、この地域の主な住民となった。
300年頃には、北方から製鉄やウシの飼育の技術が伝播した。しかし、湖岸には平野部が少ないなどの理由で、領域国家は長い間成立しなかった。

### 16世紀
それでも16世紀には、ヴィクトリア湖北岸・西岸と西の西リフトバレーの諸湖との間の地域に牧畜民が侵入して、原住の農耕民を支配し、ブニョロ王国・ブガンダ王国・トロ王国・アンコーレ王国・ルワンダ王国といった諸王国が、相次いで成立した。また、タンガニーカ湖地方においても北端にブルンジ王国が成立したものの、それ以南においては、これ以後も領域国家は成立せず、部族単位の分立が続いた。
タンガニーカ湖畔の諸民族は、主にインド洋に面した大陸東岸にやってくるアラブ人との遠距離交易を行っていた。しかし、この時代にアラブ人はタンガニーカ湖畔には到達しておらず、アフリカ人の諸民族がインド洋沿岸にまで出向いて交易を行っていた。また、ブルンジ王国はやってくる隊商と積極的な交易を行わず、隊商の自国立ち入りも原則禁止していて、東隣にあって交易路上に位置するカラグウェ王国にまで自国の商隊を派遣して交易を実施していた程度であった。

### ヨーロッパによる植民地支配直前
19世紀半ばに、タンガニーカ湖とインド洋沿岸のちょうど中間地点近くを勢力範囲としていたニャムウェジ人が、ミランボ王の統治下で統一され、両地域間の交易を担うようになった。またこの頃には、海岸部のザンジバルに拠点を置いたオマーン王国国王のサイイド・サイードが交易を奨励したため、従来は海岸部に留まって内陸諸民族から交易品の供給を待っていたアラブ人商人が、自ら直接内陸部へと進出して交易に乗り出した。例えば、ティップー・ティプなどの奴隷商人も、この地域へと進出するようになった。リンガフランカとしてスワヒリ語が湖岸全域に徐々に広まり出した時期も、この頃である。
これらの勢力間の間には対立も起きたものの、やがて1876年には通商協定が結ばれ、共存が図られた。タンガニーカ湖畔へのキャラバンの主な出発地は、インド洋に面したバガモヨで、ここからまっすぐ西へと向かい、ニャムウェジ人の本拠であったカゼ（タボラ）を経由して、タンガニーカ湖東岸中部のウジジへと到達する経路だった。ウジジは、タンガニーカ湖岸地域の交易の中心地として機能した。
また、ウジジからタンガニーカ湖を越えて、さらに西へと交易ルートを伸ばす商人も現れ始めた。1860年頃からは、ティップー・ティプがタンガニーカ湖西岸に本拠を置き、コンゴ川上流域（ルアラバ川地域）にかけての商業帝国を築き上げ、20年間ほど帝国を存続させた。

### ヨーロッパ人による「探検」
一方で、産業革命によって資源の供給地や工業製品の販路を求めるようになったヨーロッパ諸国が、アフリカ大陸内部を探険するようになった。タンガニーカ湖の存在を、ヨーロッパ人で初めて確認したのは、1858年にイギリス人の探検家のジョン・ハニング・スピークとリチャード・フランシス・バートンである。彼らはザンジバルから出発してナイル川の水源を探す探検を行い、タンガニーカ中央部のカゼ（現在のタボラ）に到達した。ここで2人は、北にニアンザ湖、西にウジジ湖と呼ばれる大きな湖が有ると聞いた。2人はまず西から探検を進め、1858年2月13日にウジジ湖（タンガニーカ湖）を、ヨーロッパ人として初めて「発見」した。
さらに、この湖の北にルジジ川と呼ばれる川が有ると聞いたものの、その川はタンガニーカ湖から流れ出すのではなく流れ込む川であると聞いた。これにより、2人は湖の北端まで探検に行かず、そのまま2人はカゼに戻った。バートンは体調不良により、ここで探検を中止した。一方で探検を続行したスピークは北に向かい、ニアンザ湖（ヴィクトリア湖）を「発見」した。
2人はどちらの湖をナイル源流と考えるかで対立した。帰国後スピークが王立地理学会にてヴィクトリア湖がナイルの水源であると講演したために2人は対立し、タンガニーカ湖がナイル川の源流だと考えたバートンと、ヴィクトリア湖がナイルの源流だと考えたスピークによる大論争が勃発した。
この論争に決着をつけるべく、デイヴィッド・リヴィングストンが1866年に探検を開始し、1867年にはタンガニーカ湖畔に到達したものの体調が悪化し、1868年にはキゴマの南西7 kmに位置する湖畔のウジジの村で静養した。リヴィングストンのウジジ滞在は3年間に及び、イギリスと音信不通だったため、ニューヨーク・ヘラルド紙は救出隊としてヘンリー・モートン・スタンリーを派遣した。1871年11月10日に、両者はウジジで対面した。この時にスタンリーが発した「リヴィングストン博士でいらっしゃいますか？（Dr. Livingstone, I presume?）」は、当時の流行語となった。それから2人は共同でタンガニーカ湖北端までの小探検を実施し、ルジジ川が現地で聞いた通り、タンガニーカ湖に流れ込む川であると確認した。
その後、再びリヴィングストンの消息が途絶えたため、これを探し出すべく、1874年にイギリスの王立地理学協会がヴァーニー・ロヴェット・カメロンを隊長とする探検隊を派遣した。しかし、途中のカゼでリヴィングストンの棺を運ぶ従者と出会ったため、カメロンは目的をこの地域の探検に切り替えてさらに西進し、タンガニーカ湖の調査にかかった。カメロンはタンガニーカ湖の南半分の800 kmに及ぶ湖岸線を調査し、タンガニーカ湖西部中央から流れ出るルクガ川を「発見」した。カメロンが西へ向かった後、1876年にスタンリーがタンガニーカ湖に到達して湖を周航し、タンガニーカ湖の地理をほぼ明らかにした。スタンリーはその後、ルクガ川からルアラバ川を通ってコンゴ川を海岸まで下り、これによってタンガニーカ湖がコンゴ川水系に属すること、および、コンゴ川の集水域の大部分が判明した。

### 植民地時代
スタンリーによる探検でアフリカ中部内陸部の情勢がヨーロッパ諸国に知られた結果、ヨーロッパ各国がこの地域に食指を伸ばし始めた。中でも最も早くこの地域に関心を示したのは、当時のベルギー国王だったレオポルド2世であり、1878年にはスタンリーのコンゴ川流域の探検を支援し、その代わりに、流域各地の首長を従属させるという契約を結んだ。この探検によってレオポルド2世は、この地域の広い範囲を支配下に置いた。
しかし、ベルギーの動きにポルトガルなどが反発し、結局1884年から1885年2月にかけてのベルリン会議によってコンゴ盆地は自由貿易地域とされ、事実上コンゴ国際協会の統治下に置くと決まった。この自由貿易地域は、理論上はタンガニーカ湖東岸にまで伸びていたが、ベルリン会議以降にドイツがインド洋沿岸から急速に進出し、1886年にはイギリスとドイツの協定によってタンガニーカ湖の西に広がる地域はドイツの勢力範囲に入り、コンゴ自由国との境界線が決定されて、タンガニーカ湖はその西端となった。その後も両国はタンガニーカ湖北端などにおいて係争を続けたが、結局1890年にイギリスがタンガニーカ湖北端とエドワード湖との間の鉄道敷設権を放棄し、この地域もドイツの勢力範囲となった。
こうしたアフリカ分割によって、19世紀末にはタンガニーカ湖の東岸がドイツ領東アフリカ、西岸がコンゴ自由国（のちベルギー領コンゴ）、南端がイギリス領北ローデシアに分割された。一方で、1905年にはブルンジに自治権が認められ、この地域は間接統治下に置くと決まり、旧来の権力構造が残存した。1914年3月にはタンガニーカ湖東岸のキゴマまで、ダルエスサラームからの鉄道が到達した。
しかし、第一次世界大戦の勃発により、タンガニーカ湖もアフリカ戦線の戦場となり、ドイツ軍とイギリス軍が水上戦を行った。1915年にはイギリス軍のモーターランチであるミィミィ、トウトウがドイツの砲艦キンガニを拿捕し、次いで、武装商船ヘードヴィヒ・フォン・ヴィスマンを撃沈し、さらに特設砲艦グラーフ・フォン・ゲッツェンが爆撃されて、ドイツ軍は湖上の支配権を失った。
戦後、1919年にドイツ領東アフリカは、イギリスの委任統治領タンガニーカとなり、北東端のブルンジはベルギーの委任統治領ルアンダ＝ウルンディの一部とすると決定し、1921年には正式に両国に施政権が移譲された。ルアンダ＝ウルンディの首都は、ドイツ軍が軍事拠点を置いていた湖北端のウスンブラ（現ブジュンブラ）に置かれた。

### 独立後
第二次世界大戦後は独立運動が活発となり、アフリカの年とも呼ばれた1960年にはコンゴが独立した。さらに、1961年にはタンガニーカが、1962年にはブルンジが、1964年にはザンビアが独立し、全沿岸国が独立を果たし、現在の国境線が確定した。
独立後、政治的にはタンザニアとザンビアは安定していた。しかし、コンゴとブルンジは政治的な混乱が続き、1990年代に入ると1994年のブルンジ内戦と1996年の第一次コンゴ戦争、さらに1998年から2003年にかけての第二次コンゴ戦争によって両国からタンザニアに大量の難民が流入し、タンザニアのブルンジ国境沿いや、コンゴへの玄関口であるキゴマの街の周辺には難民キャンプが立てられた。
また、沿岸国ではないものの、ブルンジの隣のルワンダでも難民が発生し、例えばルワンダ内戦の際にはブルンジにも難民が流入した。
2020年代に入ると周辺の降水量の増加により湖水の上昇がみられるようになった。また、廃棄物が湖の出口であるコンゴ民主共和国側の水路を詰まらせることが湖水の上昇原因の一つであると指摘する識者もいる。